# Indicación Geográfica Protegida Espárrago de Navarra

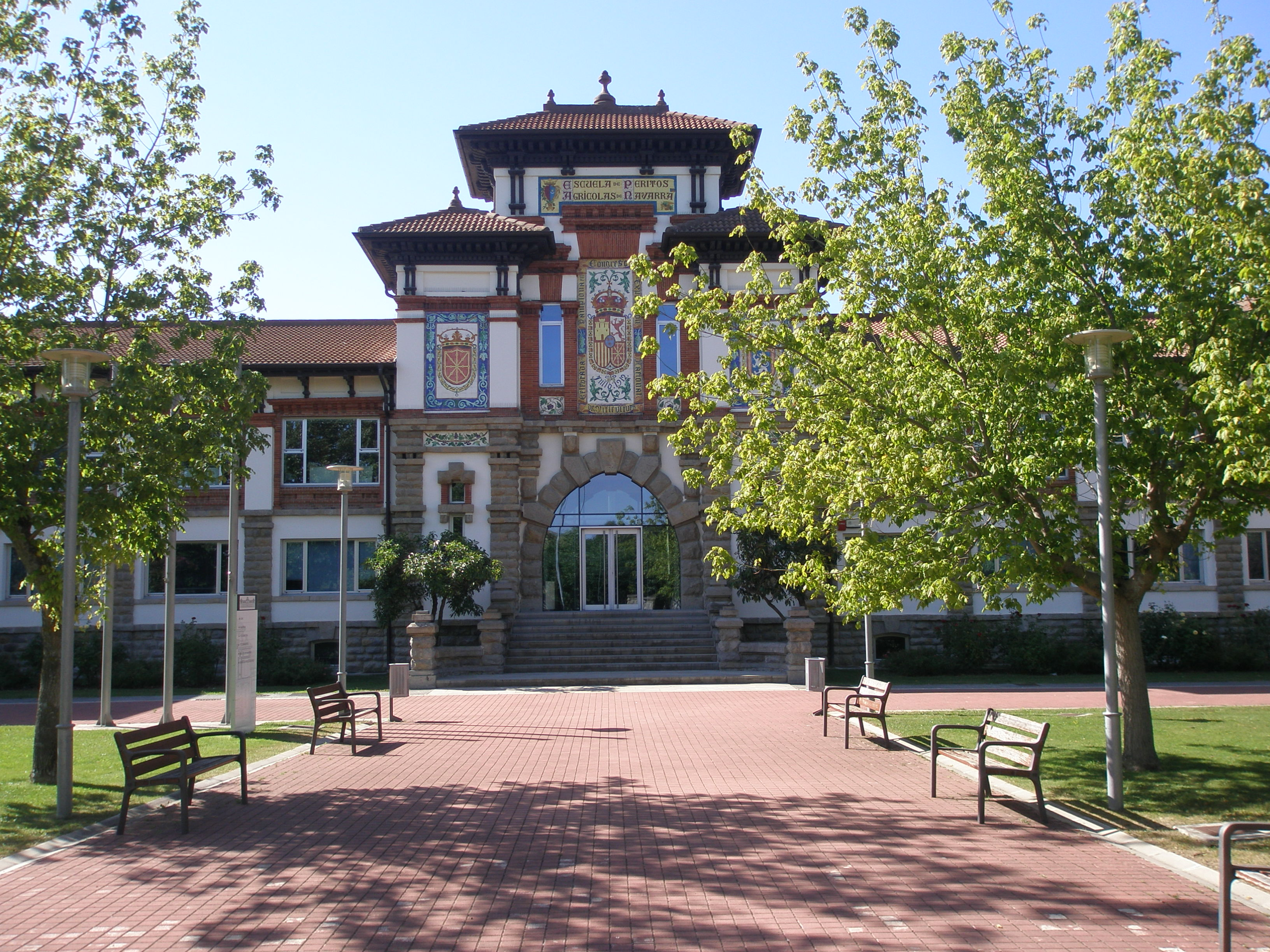
Imagen de la antigua Escuela de Peritos Agrícolas (José Yárnoz, 1912) donde actualmente se encuentra la sede de la Indicación Geográfica Protegida "Espárrago de Navarra".

La Indicación Geográfica Protegida "Espárrago de Navarra", denominada de forma abreviada I.G.P. Espárrago de Navarra, es una indicación geográfica ubicada en la Comunidad Foral de Navarra para regular y controlar la producción y comercialización del espárrago navarro bajo determinados parámetros de calidad y trazabilidad.
Actualmente esta zona amparada abarca 263 municipios repartidos por el centro y sur de la Comunidad Foral de Navarra (176), así como también de las vecinas de Aragón (50) y La Rioja (37), en el valle medio del río Ebro.

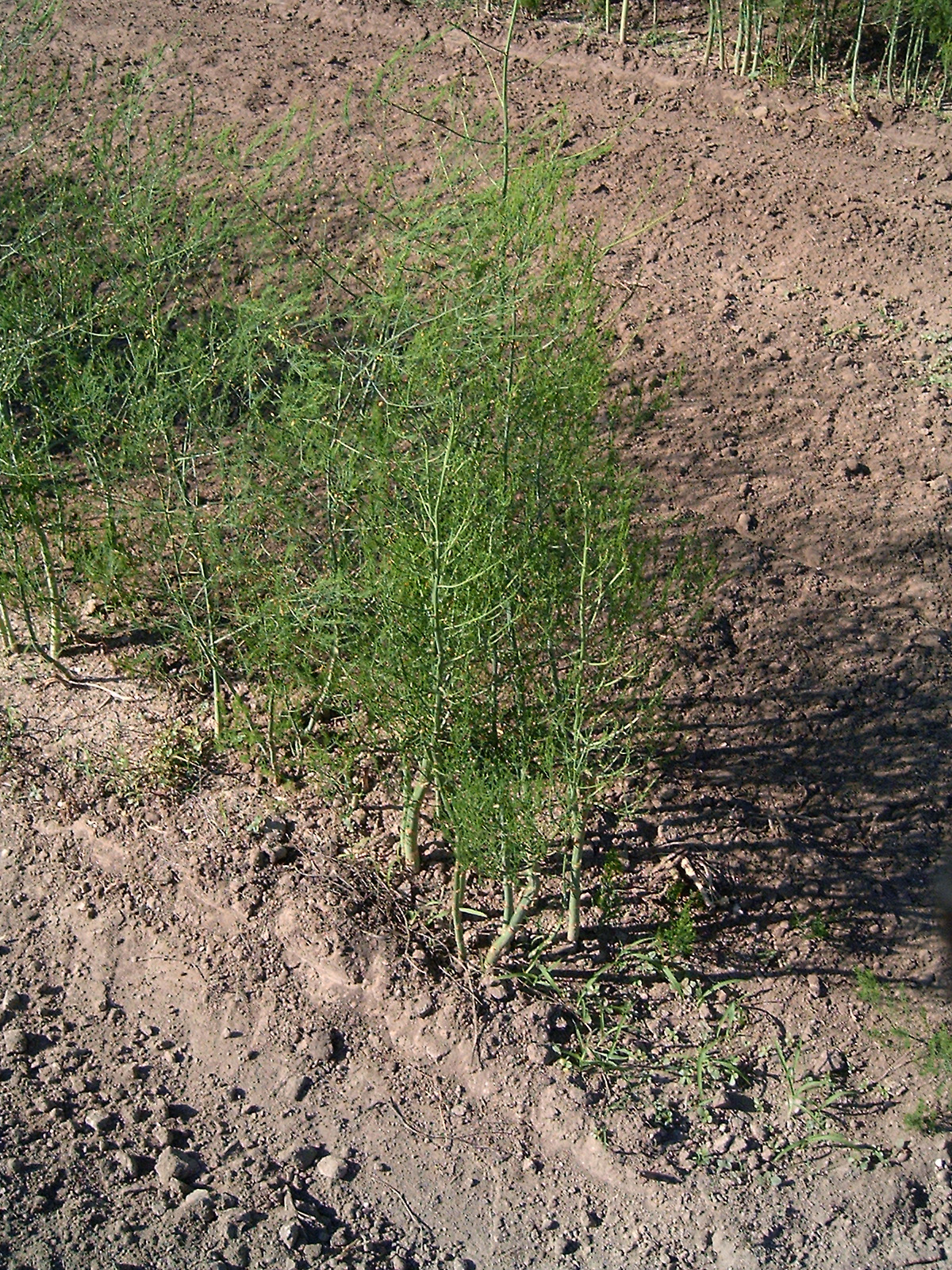
Planta del Asparagus officinalis L.

## Historia
En origen el 6 de octubre de 1986, por orden foral del Gobierno de Navarra, fue aprobada la Denominación Específica Espárrago de Navarra, siendo ratificada en 1987 por el Ministerio de Agricultura, Pesca y Alimentación de España. Aunque se consideró desde entonces incluir también a las zonas colindantes de Aragón y La Rioja dadas «las similares características del producto y de las condiciones del medio», obstáculos jurídico-administrativos pospusieron hasta 1993 la entrada de varios municipios de estas dos comunidades.
En 2003 se adapta el reglamento a la normativa de la Unión Europea y esta Denominación Específica se inscribe como Indicación Geográfica Protegida dentro del Registro Comunitario (CE 1107/96 de la Comisión de 12 de junio).

## Sede
Actualmente el Consejo Regulador de la IGP "Espárrago de Navarra" tiene su sede en el edificio que fue la antigua sede de la Escuela de Peritos Agrícolas situada en la Avenida Serapio Huici 22, de Villava, englobada dentro del Instituto Navarro de Tecnologías e Infraestructuras Agroalimentarias. Además el contro de la IGP "Espárrago de Navarra" le corresponde al Instituto Navarro de Tecnologías e Infraestructuras Agroalimentarias (INTIA).
El actual presidente de este Consejo Regulador es Marcelino Etayo Andueza, agricultor de Mendilibarri elegido en 2019 sustituyendo al anterior, Cayo Martínez Sainz, gerente de una empresa conservera.

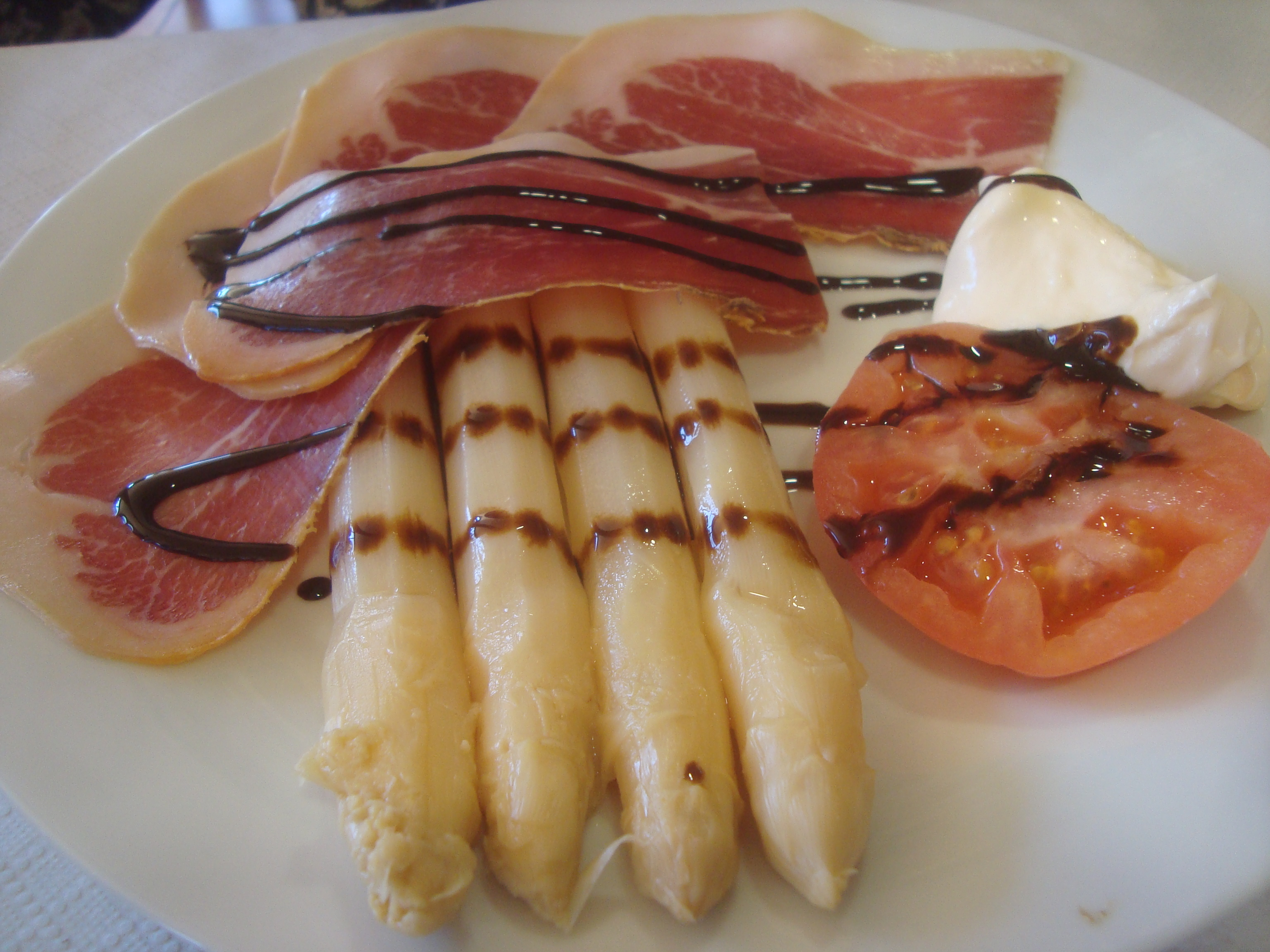
Una muestra gastronómica con espárragos blancos

## Eventos
En el comienzo de temporada del espárrago, se lleva a cabo la Cata del Primer Espárrago de Navarra, un acto que nació en 2011 y se celebra anualmente en distintas localidades navarras.

## Producto
Los espárragos bajo esta IGP son los procedentes de las zonas geográficas y «obtenidos a partir de turiones o tallos carnosos de la esparraguera Asparragus Officinalis L. blanco o morados de las variedades Argenteuil, Ciprés, Dariana, Desto, Fortems, Grolim, Hercolim, Juno, Magnus, Plasenesp, Steline y Thielim, tiernos, frescos, sanos y limpios.»
Se le describe como un producto «de color blanco marfil, con fibrosidad muy escasa o nula y un sabor suave y equilibrado». Es habitual que se le denomine también como "oro blanco".

## Ámbito geográfico
Actualmente, las localidades acogidas a esta IGP son:
| Aragón (50) | La Rioja (37) | Navarra (176) |
| --- | --- | --- |
| Huesca (6): Bailo, Canal de Berdún, Jaca, Puente la Reina, Santa Cilia de Jaca, Santa Cruz de la Serós | Agoncillo, Aguilar del Río Alhama, Alberite, Alcanadre, Aldeanueva de Ebro, Alfaro, Arnedo, Arrúbal, Ausejo, Autol, Bergasa, Bergasillas Bajera, Calahorra, Cervera del Río Alhama, Corera, Cornago, El Redal, El Villar de Arnedo, Entrena, Galilea, Grávalos, Herce, Igea, Lagunilla del Jubera, Lardero, Logroño, Murillo de Río Leza, Muro de Aguas, Molinos de Ocón, Pradejón, Quel, Ribafrecha, Rincón de Soto, Santa Engracia del Jubera, Tudelilla, Villamediana de Iregua, Villarroya. | Abáigar, Abárzuza, Aberin, Ablitas, Adiós, Aguilar de Codés, Aibar, Allín, Allo, Améscoa Baja, Ancín, Andosilla, Ansoáin, Añorbe, Aoiz, Aranguren, Aras, Arellano, Armañanzas, Arguedas, Arróniz, Artajona, Artazu, Ayegui, Azagra, Azuelo, Barásoain, Barbarin, Bargota, Barillas, Beire, Belascoáin, Berbinzana, Berrioplano, Biurrun, Burlada, Buñuel, Cabanillas, Cabredo, Cadreita, Caparroso, Cárcar, Carcastillo, Cascante, Cáseda, Castejón, Castillo Nuevo, Cintruénigo, Cirauqui, Ciriza, Cizur, Corella, Cortes, Desojo, Dicastillo, El Busto, Echarri, Echauri, Egüés, Elorz, Enériz, Eslava, Espronceda, Estella, Etayo, Ezcabarte, Ezprogui, Falces, Fitero, Fontellas, Funes, Fustiñana, Galar, Gallipienzo, Garínoain, Genevilla, Guesálaz, Huarte, Ibargoiti, Igúzquiza, Iza, Izagaondoa, Javier, Juslapeña, Lana, Lapoblación, Larraga, Lazagurría, Leache, Legarda, Legaria, Leoz, Lerga, Lerín, Lezáun, Liédena, Lizoáin, Lodosa, Lónguida, Los Arcos, Lumbier, Luquin, Mañeru, Marañón, Marcilla, Mélida, Mendavia, Mendaza, Mendigorría, Metauten, Milagro, Mirafuentes, Miranda de Arga, Monreal, Monteagudo, Morentin, Mués, Murchante, Murieta, Murillo el Cuende, Murillo el Fruto, Muruzábal, Nazar, Noáin, Obanos, Oco, Olejua, Olite, Olóriz, Olza, Orísoain, Oteiza, Pamplona, Peralta, Piedramillera, Pitillas, Puente La Reina, Pueyo, Ribaforada, Romanzado, Sada de Sangüesa, Salinas de Oro, San Adrián, Sangüesa, San Martín de Unx, Sansol, Sartaguda, Santacara, Sesma, Solchaga, Sorlada, Tafalla, Tiebas-Muruarte de Reta, Tirapu, Torralba del Río, Torres del Río, Tudela, Tulebras, Úcar, Ujué, Unciti, Unzué, Urraúl Bajo, Urroz-Villa, Uterga, Valtierra, Viana, Vidaurreta, Villafranca, Villamayor de Monjardín, Villatuerta, Villava, Yerri, Yesa, Zabalza, Zúñiga. |
| Zaragoza (44): Agón, Ainzón, Alberite de San Juan, Albeta, Ambel, Biota, Bisimbre, Boquiñeni, Borja, Bulbuente, Bureta, Castiliscar, Ejea de los Caballeros, El Buste, Erla, Fréscano, Fuendejalón, Gallur, Grisel, Grisén, Layana, Los Fayos, Luceni, Luna, Magallón, Maleján, Mallén, Malón, Novallas, Novillas, Pozuelo de Aragón, Pradilla de Ebro, Santa Cruz de Moncayo, Remolinos, Sádaba, Sos del Rey Católico, Tarazona, Tauste, Torrellas, Uncastillo, Valpalmas, Vera de Moncayo, Vierlas. | Agoncillo, Aguilar del Río Alhama, Alberite, Alcanadre, Aldeanueva de Ebro, Alfaro, Arnedo, Arrúbal, Ausejo, Autol, Bergasa, Bergasillas Bajera, Calahorra, Cervera del Río Alhama, Corera, Cornago, El Redal, El Villar de Arnedo, Entrena, Galilea, Grávalos, Herce, Igea, Lagunilla del Jubera, Lardero, Logroño, Murillo de Río Leza, Muro de Aguas, Molinos de Ocón, Pradejón, Quel, Ribafrecha, Rincón de Soto, Santa Engracia del Jubera, Tudelilla, Villamediana de Iregua, Villarroya. | Abáigar, Abárzuza, Aberin, Ablitas, Adiós, Aguilar de Codés, Aibar, Allín, Allo, Améscoa Baja, Ancín, Andosilla, Ansoáin, Añorbe, Aoiz, Aranguren, Aras, Arellano, Armañanzas, Arguedas, Arróniz, Artajona, Artazu, Ayegui, Azagra, Azuelo, Barásoain, Barbarin, Bargota, Barillas, Beire, Belascoáin, Berbinzana, Berrioplano, Biurrun, Burlada, Buñuel, Cabanillas, Cabredo, Cadreita, Caparroso, Cárcar, Carcastillo, Cascante, Cáseda, Castejón, Castillo Nuevo, Cintruénigo, Cirauqui, Ciriza, Cizur, Corella, Cortes, Desojo, Dicastillo, El Busto, Echarri, Echauri, Egüés, Elorz, Enériz, Eslava, Espronceda, Estella, Etayo, Ezcabarte, Ezprogui, Falces, Fitero, Fontellas, Funes, Fustiñana, Galar, Gallipienzo, Garínoain, Genevilla, Guesálaz, Huarte, Ibargoiti, Igúzquiza, Iza, Izagaondoa, Javier, Juslapeña, Lana, Lapoblación, Larraga, Lazagurría, Leache, Legarda, Legaria, Leoz, Lerga, Lerín, Lezáun, Liédena, Lizoáin, Lodosa, Lónguida, Los Arcos, Lumbier, Luquin, Mañeru, Marañón, Marcilla, Mélida, Mendavia, Mendaza, Mendigorría, Metauten, Milagro, Mirafuentes, Miranda de Arga, Monreal, Monteagudo, Morentin, Mués, Murchante, Murieta, Murillo el Cuende, Murillo el Fruto, Muruzábal, Nazar, Noáin, Obanos, Oco, Olejua, Olite, Olóriz, Olza, Orísoain, Oteiza, Pamplona, Peralta, Piedramillera, Pitillas, Puente La Reina, Pueyo, Ribaforada, Romanzado, Sada de Sangüesa, Salinas de Oro, San Adrián, Sangüesa, San Martín de Unx, Sansol, Sartaguda, Santacara, Sesma, Solchaga, Sorlada, Tafalla, Tiebas-Muruarte de Reta, Tirapu, Torralba del Río, Torres del Río, Tudela, Tulebras, Úcar, Ujué, Unciti, Unzué, Urraúl Bajo, Urroz-Villa, Uterga, Valtierra, Viana, Vidaurreta, Villafranca, Villamayor de Monjardín, Villatuerta, Villava, Yerri, Yesa, Zabalza, Zúñiga. |